# Десото (Тексас)
Десото (енгл. DeSoto) град је у америчкој савезној држави Тексас. По попису становништва из 2010. у њему је живело 49.047 становника.

## Демографија
Према попису становништва из 2010. у граду је живело 49.047 становника, што је 11.401 (30,3%) становника више него 2000. године.
| Група             | 2000.          | 2010.          |
| Белци             | 16.818 (44,7%) | 8.542 (17,4%)  |
| Афроамериканци    | 17.142 (45,5%) | 33.648 (68,6%) |
| Азијати           | 484 (1,3%)     | 454 (0,9%)     |
| Хиспаноамериканци | 2.750 (7,3%)   | 5.914 (12,1%)  |
| Укупно            | 37.646         | 49.047         |